# Weißer Ijus
Der 224 Kilometer lange Weiße Ijus (russisch Белый Июс, Bely Ijus) ist der rechte Quellfluss des Tschulym (Flusssystem des Ob) in Sibirien (Russland, Asien).

## Geographie
Der Weiße Ijus entsteht seinerseits an der Ostflanke des Kusnezker Alatau in 712 m Höhe aus dem linken Quellfluss Pichterek (Пихтерек, Quelle bei etwa 1200 m, angegebene Länge zusammen mit diesem) und dem rechten Quellfluss Turalyg (Туралыг, Quelle bei etwa 1600 m). Im Oberlauf hat der Fluss den Charakter eines schnellen Gebirgsflusses mit engem Tal, welches sich auf den unteren etwa 100 Kilometern im Bereich der Steppen des westlichen Teils der Tschulym-Jenissei-Senke stark verbreitert. Beim Dorf Maly Sjutik (Малый Сютик) vereinigt sich der Weiße Ijus schließlich in etwa 380 m Höhe mit dem kürzeren (178 km) linken Quellfluss Schwarzer Ijus (Чёрный Июс, Tschorny Ijus) zum Tschulym. Der Tschulym hat zusammen mit dem Weißen Ijus eine Länge von 2023 Kilometern und gehört damit zu den bedeutenden Flüssen Sibiriens. In der Nähe des Zusammenflusses ist der Weiße Ijus circa 75 Meter breit und 1,5 Meter tief; die Fließgeschwindigkeit beträgt 1,2 m/s.

## Hydrologie
Das Einzugsgebiet umfasst 5.370 km². Der mittlere Abfluss (MQ) bei Ijus (früher Krasny Ijus) 55 km oberhalb des Zusammenflusses zum Tschulym beträgt 44 m³/s (Minimum im Februar: 4,0 m³/s, Maximum im Juni: 136 m³/s).

## Infrastruktur
Auf seiner gesamten Länge durchfließt der Weiße Ijus die autonome Republik Chakassien. Städte gibt es am Fluss nicht, jedoch die Gemeindeverwaltungszentren Berenschak und Jefremkino im Rajon Schira sowie Ijus (früher Krasny Ijus) im Rajon Ordschonikidsewski und ihnen unterstellte kleinere Dörfer.
Durch das Flusstal führt im unteren Abschnitt die Bahnstrecke Atschinsk – Abakan (Verbindung zwischen Transsibirischer und Südsibirischer Eisenbahn).